# Policejní orgán
Policejní orgán je v České republice jedním z orgánů činných v trestním řízení, přičemž zákonná definice pojmu vychází ze zákona č. 141/1961 Sb., trestního řádu. Zásadně se jím rozumí útvar Policie České republiky nebo jeho nižší organizační článek, který plní úkoly v trestním řízení. 
K 1. lednu 2002 byla zásadní novelou trestního řádu č. 265/2001 Sb. odstraněna instituce vyšetřovatele a byla nahrazena jednotným policejním orgánem vázáným zákonem a pokyny státního zástupce.

## Útvary Policie České republiky
Policie se člení na útvary, kterými jsou Policejní prezidium České republiky, útvary policie s celostátní působností, krajská ředitelství policie a útvary zřízené v rámci krajského ředitelství. Krajskými ředitelstvími policie jsou:
- Krajské ředitelství policie hlavního města Prahy
- Krajské ředitelství policie Středočeského kraje
- Krajské ředitelství policie Jihočeského kraje
- Krajské ředitelství policie Plzeňského kraje
- Krajské ředitelství policie Karlovarského kraje
- Krajské ředitelství policie Ústeckého kraje
- Krajské ředitelství policie Libereckého kraje
- Krajské ředitelství policie Královéhradeckého kraje
- Krajské ředitelství policie Pardubického kraje
- Krajské ředitelství policie kraje Vysočina
- Krajské ředitelství policie Jihomoravského kraje
- Krajské ředitelství policie Zlínského kraje
- Krajské ředitelství policie Olomouckého kraje
- Krajské ředitelství policie Moravskoslezského kraje

Útvary zřízenými v rámci krajských ředitelství jsou:
- Městské ředitelství policie Brno (zřízené v rámci Krajské ředitelství policie Jihomoravského kraje)
- Městské ředitelství policie Ostrava (Krajské ředitelství policie Moravskoslezského kraje)
- Městské ředitelství policie Plzeň (Krajské ředitelství policie Plzeňského kraje)
- Obvodní ředitelství policie Praha I, II, III a IV (zřízená v rámci Krajského ředitelství policie hlavního města Prahy)

Útvary policie s celostátní působností, které se podílí na plnění úkolů v trestním řízení, jsou:
- Národní protidrogová centrála SKPV
- Úřad dokumentace a vyšetřování zločinů komunismu SKPV
- Národní centrála proti organizovanému zločinu SKPV
- Kromě výkonných útvaru existují také servisní celostátní útvary zařazené pod SKPV (Útvar speciálních činností SKPV a Útvar zvláštních činností SKPV) a dále existují útvary, které se nepodílejí na plnění úkolů v trestním řízení (např. Kriminalistický ústav).

Vymezení trestné činnosti z věcného hlediska, kterou se tyto útvary s celostátní působností zabývají, v zásadě vyplývá ze samotných jejich názvů. Soustřeďují se na nejzávažnější trestnou činnost, která se na daném úseku vyskytuje a kterou by útvary s územně vymezenou působností odhalovaly a šetřily jen obtížně z hlediska personálního a materiálního (např. u problematiky drogové trestné činnosti, organizovaného zločinu, daňové kriminality) nebo jejíž šetření místními složkami není vhodné (např. korupce veřejných činitelů, trestná činnost ústavních činitelů apod.).
Rozsah trestné činnosti, kterou se jednotlivé policejní útvary zabývají, je určen pokynem policejního prezidenta. Tento předpis také umožňuje změnu věcné příslušnosti policejního orgánu v závislosti na operativní situaci (z hlediska závažnosti a náročnosti případu), dohodě vedoucích dotčených policejních útvarů apod. Rovněž státní zástupce může svým rozhodnutím z důvodů vhodnosti policejnímu orgánu věc odejmout a učinit opatření, aby řízení vedl jiný policejní orgán.

## Další policejní orgány
Postavení policejního orgánu také mají:
- pověřené orgány Vojenské policie v řízení o trestných činech příslušníků ozbrojených sil
- pověřené orgány Vězeňské služby České republiky v řízení o trestných činech příslušníků této služby
- pověřené orgány Bezpečnostní informační služby v řízení o trestných činech příslušníků této služby
- pověřené orgány Úřadu pro zahraniční styky a informace v řízení o trestných činech příslušníků tohoto úřadu
- pověřené celní orgány v řízení o trestných činech spáchaných porušením celních předpisů, předpisů o dovozu, vývozu a průvozu zboží, a to i v případě, jedná-li se o příslušníky ozbrojených sil, výše uvedených služeb či úřadu, dále v řízení o trestných činech spáchaných porušením předpisů při umístění a pořízení zboží v členských státech Evropské unie, je-li toto zboží dopravováno přes státní hranice České republiky, a také v řízení o daňových trestných činech, je-li správcem daně celní orgán
- Generální inspekce bezpečnostních sborů odhaluje a vyšetřuje trestné činy spáchané příslušníky a zaměstnanci bezpečnostních sborů

Tyto další orgány provádějí prověřování, vyšetřování pak koná útvar služby kriminální policie a vyšetřování. U trestné činnosti příslušníků Policie České republiky, Bezpečnostní informační služby a Úřadu pro zahraniční styky a informace vyšetřování koná státní zástupce.
Při dálkových námořních plavbách může vyšetřování trestných činů spáchaných na lodi konat kapitán lodi.